# La Alfoquía
La Alfoquía es una localidad y pedanía española perteneciente al municipio de Zurgena, en la provincia de Almería, comunidad autónoma de Andalucía. Está situada en la parte oriental de la comarca del Valle del Almanzora.

## Demografía
Según el Instituto Nacional de Estadística de España, en el año 2021 La Alfoquía contaba con 1.358 habitantes censados, lo que representa el 46,91% de la población total del municipio.